# Love bites
Love Bites is een pornografische film uit 1985 van regisseur Victor Nye. De hoofdrollen worden gespeeld door Traci Lords en Harry Reems. Traci Lords was in 'Love bites' minderjarig en mocht daarom volgens de Amerikaanse wet niet in pornografische producties optreden

## Verhaal
Een arts ontdekt dat de steek van een nieuwe muggensoort acute zin in actieve seksbeoefening opwekt. De muskiet ontsnapt uit zijn werkkamer, waarna hij er met zijn verpleegster naar op jacht gaat.

## Cast
| Acteur               | Personage                          |
| -------------------- | ---------------------------------- |
| Harry Reems          | Arts                               |
| Traci Lords          | Verpleegster                       |
| Andre Bolla          | Savage (als Andre Bole)            |
| Fred Jones           | Missionaris                        |
| Ali Moore            | Prudence                           |
| Peter North          | Man in lift                        |
| Amber Lynn           | Meisje in lift                     |
| Rick Savage          | Man in lift                        |
| Pat Manning          | Cheryl Mayflower                   |
| Josephine Carrington | Margaret Allgirl                   |
| Buffy Davis          | Huishoudster (als Buffy Schinshay) |